# Poipet
Poipet (en camboyano: ប៉ោយប៉ែត) es una área del distrito de O´Chorov, en la provincia camboyana de Banteay Mean Chey. En Camboya la división política sigue aquella francesa, herencia de la época colonial y poipet no significa más que una 'comuna'. Con frecuencia se piensa que es el nombre de un pueblo, municipio o distrito, pero Poipet hace parte del distrito arriba mencionado.[cita requerida]
Su importancia radica en que es el principal puente internacional del país con Tailandia, el primer puerto seco por donde ingresan las principales importaciones y exportaciones por tierra. Por otro lado, la presencia de los casinos tailandeses en territorio camboyano ha generado una masiva inmigración desde el interior del país.

## Historia
La historia de Poipet es corta. La primera vez que aparece en los anales del país fue en 1975, tras la caída de Phnom Penh ante las fuerzas de los Jemeres rojos. Los extranjeros fueron entonces reunidos en la embajada francesa y después conducidos en grupos, sin distinciones de nacionalidad, hasta este punto, que era una región forestal. Allí fueron expulsados hacia Tailandia. 

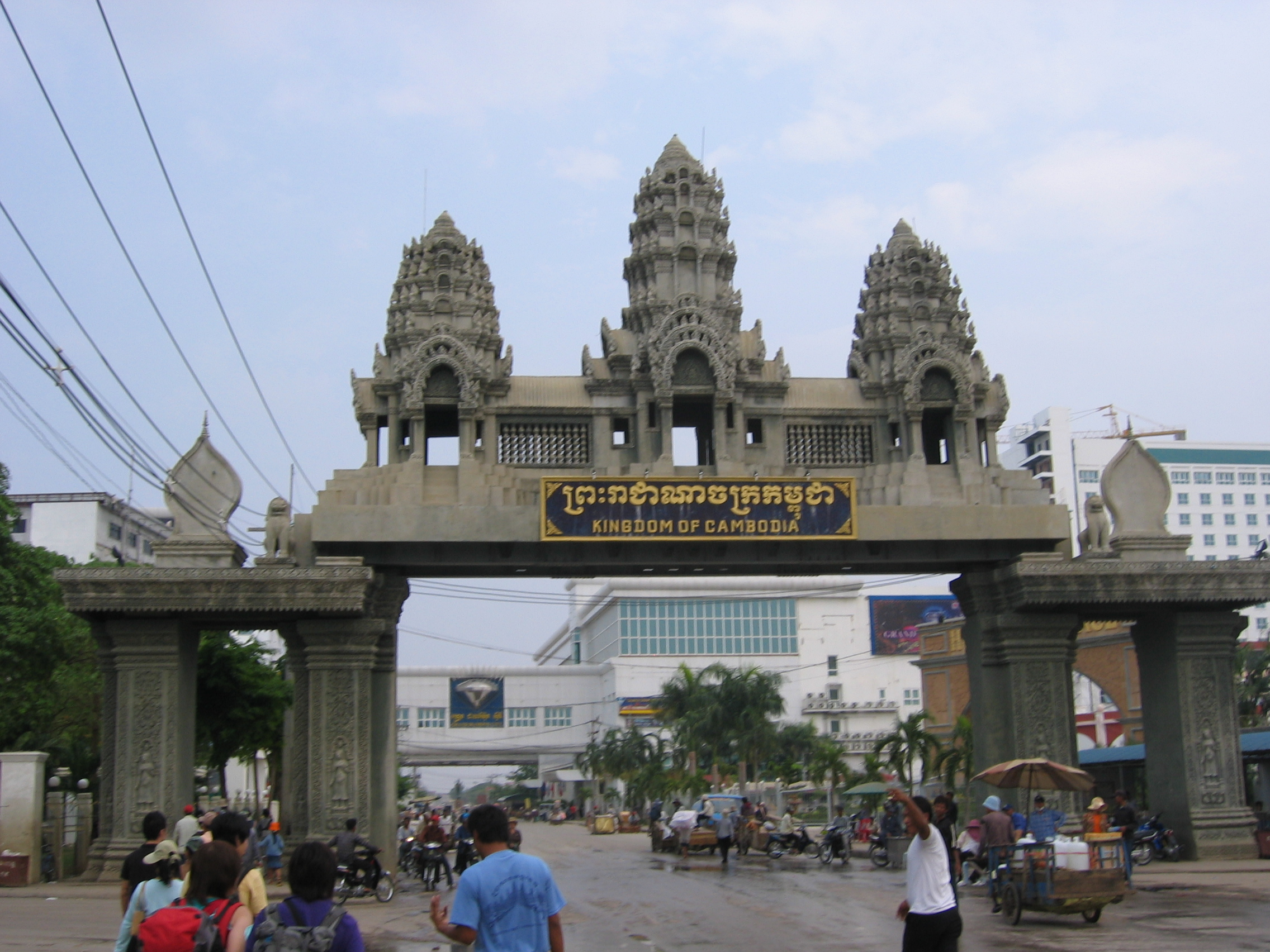
Los casinos vistos desde Tailandia

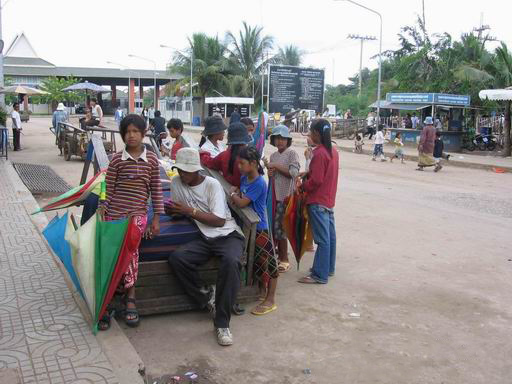
Camboyanos de bajos recursos trabajan en el área

Con la invasión vietamita en 1979, Poipet vuelve se convirtió en el escenario de batallas y en una zona vecina de los campos de refugiados camboyanos en el distrito Amphoe Aranyaprathet, en la provincia tailandesa de Sa Kaeo. Poipet fue también un importante punto de compra de armas.
Después de los tratados de paz, el lugar se convirtió en  santuario de los Jemeres rojos y por algunos años tuvo su propia independencia. Después de las firmas de paz entre los restantes Jemeres rojos y el gobierno legítimo, Poipet empezó a consagrarse como el primer puente internacional del país.
La legislación tailandesa que restringe los casinos hizo que muchos tailandeses solicitaran al estado camboyano la fundación de casinos en su lado de la frontera. De esta manera más de siete casinos se convirtieron en una de las principales fuentes de empleo del país.[cita requerida] Los casinos, a las puertas de Tailandia, reciben extranjeros asiáticos. 
Los casinos y las posibilidades de emigración hacia Tailandia, con un mejor nivel de vida que Camboya, hizo que muchas familias sin recursos llegaran al lugar, haciendo de este un sitio de gran miseria y pobreza.

## Problemas sociales
Los problemas sociales de Poipet se centran sobre todo en la niñez y en la mujer. La emigración ilegal hacia Tailandia es pan cotidiano y entre los emigrantes los niños son la nota principal. Los niños son integrados entonces en una red de tráfico humano y son obligados a trabajar en Tailandia como mendigos, vendedores en las calles y prostitución. La situación de pobreza en la región y el bajo nivel académico (70% de analfabetismo en Banteay Mean Chey), hacen que ocurran casos como que sean los mismos padres quienes venden o alquilan a sus hijos. 
El drama infantil y de la mujer en Poipet es muy grave y no bastan las acciones de varias ONG presentes a lado y lado de la frontera. Las políticas de ambos países para prevenir la explotación infantil y de la mujer también han sido insuficientes. 
El problema de la corrupción administrativa en los sistemas administrativos de ambos países también es muy grave.